# Reggie Lewis
Pour les articles homonymes, voir Lewis.
Reggie Lewis (né le 21 novembre 1965, mort le 27 juillet 1993) est un joueur américain de basket-ball de la NBA, jouant au sein des Celtics de Boston de la saison 1987-1988 à 1992-1993. Il parvient à une moyenne de 20,8 points par match durant ses deux dernières saisons avec les Celtics, et termine avec une moyenne globale de 17,6 points par rencontre. Son numéro, le 35, a été retiré par les Celtics.
Né à Baltimore, Lewis jouait déjà pour son université à Boston (Massachusetts), plus précisément à Northeastern University, où son ancienne tenue de joueur est maintenant exposée en hommage à la Matthews Arena.
Lewis eut le privilège de jouer aux côtés de légendes des Celtics comme Larry Bird, Kevin McHale et Robert Parish. Il devint le sixième capitaine des Celtics, héritant de ce titre lors du départ à la retraite de Larry Bird. Dans sa première et seule année en tant que capitaine de l'équipe, il amena les Celtics aux playoffs de 1993. Durant le premier match des playoffs contre les Hornets de Charlotte un défaut cardiaque ajouté à une cardiomyopathie hypertrophique de famille (plus tard à l'origine de son décès, ) le firent s'écrouler, victime d'un malaise cardiaque.
Lewis décéda d'une attaque cardiaque lors d'un entraînement en solo en 1993 à l'université Brandeis, dans la ville de Waltham, dans le Massachusetts. Il n'avait que 27 ans. Un médecin, le docteur Gilbert Mudge, lui avait certifié qu'il était en état de pouvoir rejouer sans risque avéré, contredisant ainsi l'avis des cardiologues qui l'avaient ausculté après son malaise cardiaque sur le terrain en avril 1993.
Après sa mort, le Reggie Lewis Track and Athletic Center fut ouvert à Roxbury, dans le Massachusetts. Le centre fut fondé en partie par Lewis et à l'occasion accueillait des compétitions majeures d'athlétisme, ainsi que des matchs de basket-ball locaux pour Roxbury Community College.

## En vrac
- Fut sélectionné pour jouer lors de son premier et unique NBA All-Star Game Orlando, Floride, lors de la saison 1991-1992, joua 15 minutes, marquant 7 points et attrapant 4 rebonds.
- Il est le seul joueur de l'histoire des Celtics (pourtant vieille de 59 ans) à avoir enregistré 100 rebonds, 100 passes décisives, 100 interceptions et 100 contres dans une seule saison (1991-1992 avec 394 rebonds, 185 passes décisives, 125 interceptions et 105 contres).
- Lewis était l'un des quatre joueurs de l'équipe 1981-1982 de Dunbar High School (Baltimore) à jouer en NBA. Les trois autres étaient Muggsy Bogues, Reggie Williams, et David Wingate. L'équipe de Dunard était tellement talentueuse cette saison que Lewis n'était même pas titulaire : il était le sixième homme, ce qui évidemment ne le satisfaisait pas, en dépit des encouragements qu'il recevait de ses entraîneurs et des autres joueurs à ce poste et à ce rôle d'« arme secrète » du banc des remplaçants. Reggie rejoint ensuite Northeastern University, où il devint et resta jusqu'à ce jour le plus grand joueur de l'histoire de l'école. L'influence de Reggie sur les autres élèves dépassait les parquets de basket-ball. Reggie était connu pour son moral d'acier, son humilité et sa compassion. Sa vie, une vie de persévérance et valeurs familiales fortes, autant que son incroyable talent et potentiel au basket-ball, qui n'eut pas le temps d'atteindre son maximum, est relatée dans le livre Reggie Lewis, Quiet Grace, écrit par Craig Windham.
- Son numéro (35) a été retiré par les Boston Celtics et par Northeastern University.